# L'ultima donna sulla Terra
L'ultima donna sulla Terra (Last Woman on Earth) è un film statunitense d'avventura ad ambientazione postapocalittica del 1960 diretto da Roger Corman.
Il soggetto riprende quello del film La fine del mondo (The World, the Flesh and the Devil) del 1959.

## Trama
Harold Gern, un imprenditore di successo di New York da poco uscito da alcune grane legali, sta trascorrendo una vacanza a Porto Rico con l'attraente moglie Evelyn. Ad essi si unisce Martin Joyce, amico di Harold e avvocato, che è venuto a discutere di questioni legali. Non essendo in vena di parlare di affari, Harold lo invita a una gita in barca durante la quale tutti e tre provano alcune attrezzature per sub appena acquistate. Quando riemergono si rendono conto che non sono in grado di respirare senza l'utilizzo delle bombole di ossigeno. Salgono nuovamente sulla barca e trovano Manuel, una delle guide, morto a bordo asfissiato.
Con 40 minuti di ossigeno rimasti si addentrano nella giungla, dove, grazie all'ossigeno emesso dalle piante, possono ben presto respirare di nuovo normalmente (e accendere una sigaretta). A poco a poco capiscono che potrebbero essere gli unici sopravvissuti della zona, forse del mondo. Cominciano a speculare su quello che è successo (un atto di Dio o un lancio di micidiali bombe) ma presto pensano a sostentarsi e raggiungono una villa vicino alla spiaggia. I due uomini cominciano a pescare, dato che solo gli animali che vivono nell'acqua sono sopravvissuti, ma quando vedono gli insetti si rendono conto che devono essere sopravvissuti quando erano ancora all'interno delle loro uova. Di conseguenza, ritengono che nel lungo periodo dovranno passare a Nord, verso un clima più freddo, per evitare il problema degli insetti e anche il problema del deterioramento delle scorte alimentari. Inoltre aumenteranno le possibilità di incontrare altri sopravvissuti.
Molto presto Harold e Martin non possono più far fronte alla situazione triangolare che vede due uomini contrapposti ad un'unica, attraente donna. Martin fa notare ad Harold che né il certificato di matrimonio, né i suoi soldi significano più nulla. Evelyn si sente attratta dall'avvocato, il quale dice alla fine al marito ciò che realmente pensa di lui ("Il modo in cui hai fatto il tuo denaro puzzava. [...] E inoltre, Harold, tu puzzi"). Dopo una breve scazzottata Martin pretende di lasciare la coppia, ma all'ultimo momento Evelyn entra in macchina, e i due, nuovi amanti, fuggono via. Harold prende un'altra macchina e li insegue. Al porto segue un altro scontro tra i due uomini, durante il quale Martin è ferito a morte. I due superstiti si domandano quindi dove andranno o cosa faranno ora.

## Produzione
Il film fu prodotto da Corman e girato a Porto Rico in due settimane. La sceneggiatura è di Robert Towne, che è anche uno dei tre attori del film, nel ruolo di Martin, accreditato come "Edward Wain". La musica fu composta e condotta da Ronald Stein. Il set e ciò che restava del già modesto budget di produzione furono riutilizzati per il film La creatura del mare fantasma (Creature from the Haunted Sea).

## Distribuzione
Il film è nel pubblico dominio ed esistono diverse edizioni DVD tra cui una della Video Alpha. La maggior parte sono copie di pellicole a 16 millimetri in bianco e nero per la televisione, ma una pellicola a colori, sbiaditi, è presente su Internet Archive.

### Date di uscita
Alcune delle uscite internazionali sono state:
- 5 agosto 1960 negli Stati Uniti (Last Woman on Earth)
- in Italia (L'ultima donna sulla Terra)
- in Venezuela (La última mujer en la Tierra)
- in Spagna (La última mujer sobre la Tierra)
- in Francia (La dernière femme sur terre)

## Promozione
La tagline è: "They fought for the Ultimate Prize!" ("Combatterono per il premio finale!").

## Critica
(Fantafilm)